# Patania fraterna
Patania fraterna is een vlinder uit de familie van de grasmotten (Crambidae). De wetenschappelijke naam van de soort werd in 1885 als Hapalia fraterna gepubliceerd door Frederic Moore.
De soort komt voor in Sri Lanka.